# 食糞

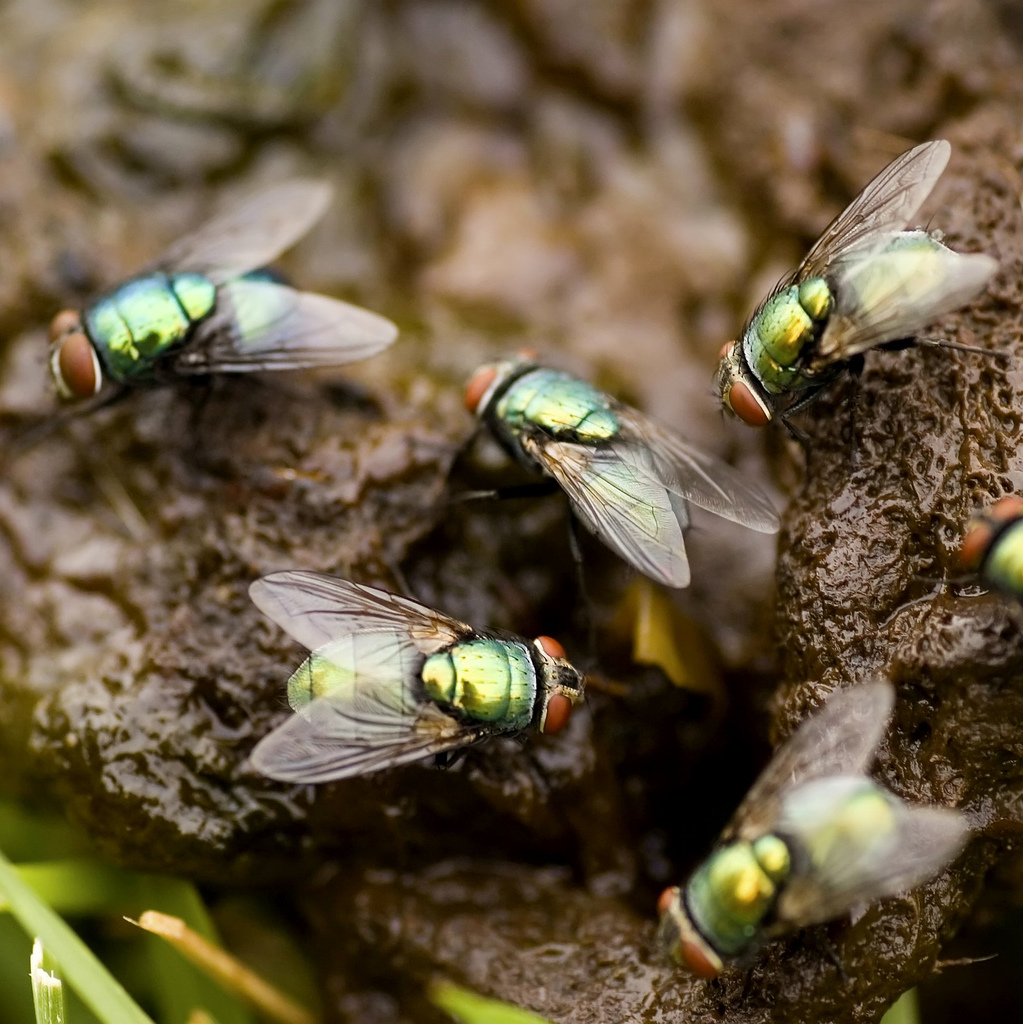
ハエの食糞

食糞（しょくふん；coprophagy）とは、動物が自分自身または他の動物（同種の他の個体または他の種）の糞を食べることである。多くの種の動物がこれを行うが、その目的は種によって様々である。

## 人間以外の動物の食糞
- イヌは自分自身あるいは他の個体の糞を食べることがある。空腹、ストレス、おもちゃ感覚での遊び、子犬の排泄の補助、排泄物の処理など様々な目的があるといわれている[1][2]。ペットとして飼われているイヌの食糞行動はイヌと人間双方にとって様々な病気の原因となる（幼虫移行症など）ため、躾によって正しく矯正しなければならないとされる。
- ウサギやハムスターなどの小型後腸発酵動物は、球形の糞（硬糞）のほかに盲腸の内容物とされる独特の臭いを持つ軟らかいクリーム状の盲腸糞（英語版）（軟糞）があり、肛門に口をつけてこの軟糞を食べる[3]。この糞には健康維持に不可欠なビタミンB12が多量に含まれている[4]。野生の環境とは異なり食べるものに恵まれている飼いウサギでもこの習性が消えてなくなることはない。そのため初心者の飼い主には食糞行動を止めさせようとする者が一定数存在するが、イヌの場合と異なりウサギの食糞行動はその生態上極めて自然な行動であるため、そのような介入は客観的に見た場合動物虐待の一種となる。
- コアラは母親が自分の糞を子に食べさせる習性がある。離乳食としての役割があり、子のコアラは母親の糞を食べることでユーカリの味を覚えるとともに、ユーカリの消化に必要な微生物を摂取する[5]。
- 以前は家畜として飼育するブタの餌として人糞を食べさせることが広く行われていた（豚便所）。
- 哺乳類等の動物の糞には消化残渣のほかに盲腸や大腸で食物繊維の発酵にあずかった腸内細菌が多量に含まれており、細菌を消化可能な動物にとってはその菌体の原形質は利用可能な栄養素の宝庫である。上記のウサギなどの食糞はこうした背景に基づく。またハエの一部などの昆虫類にもこれを主たる食物資源とするものが知られている。スカラベ（フンコロガシ）など、コガネムシ科の昆虫の中には哺乳類の糞を主要な餌とするものが存在し、これらを特別に糞虫と呼ぶ場合がある。

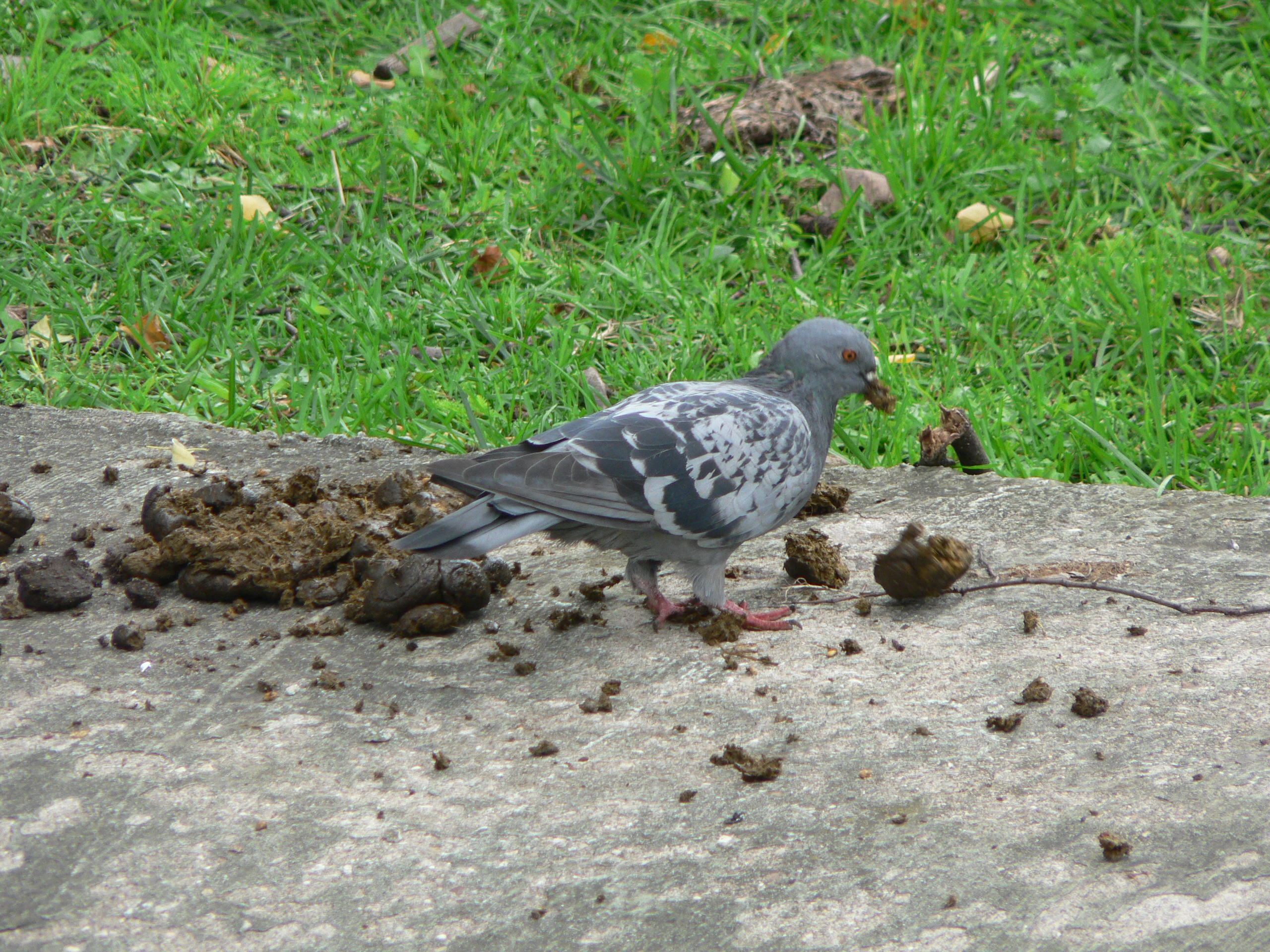
鳥の食糞
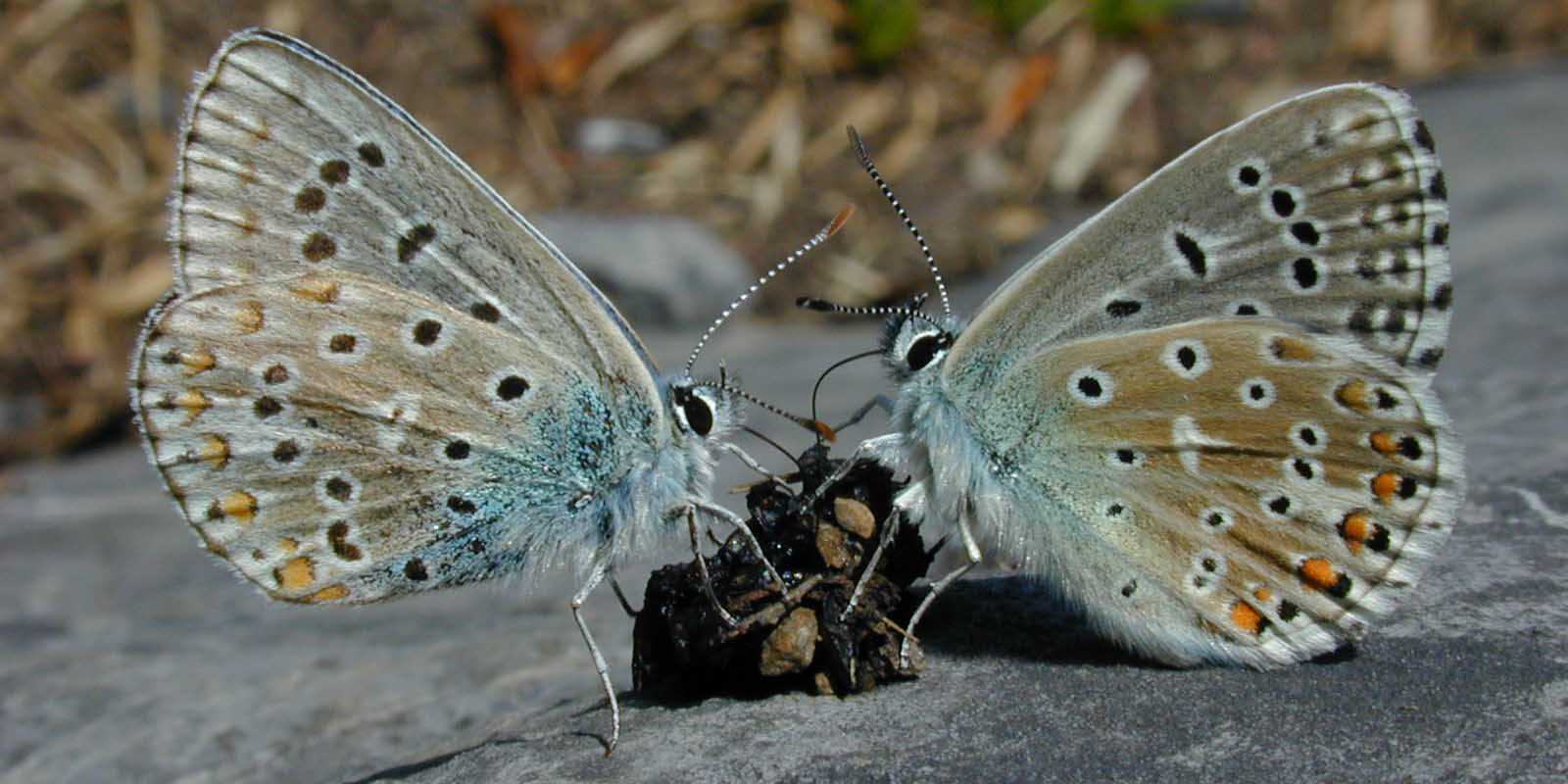
蝶の食糞
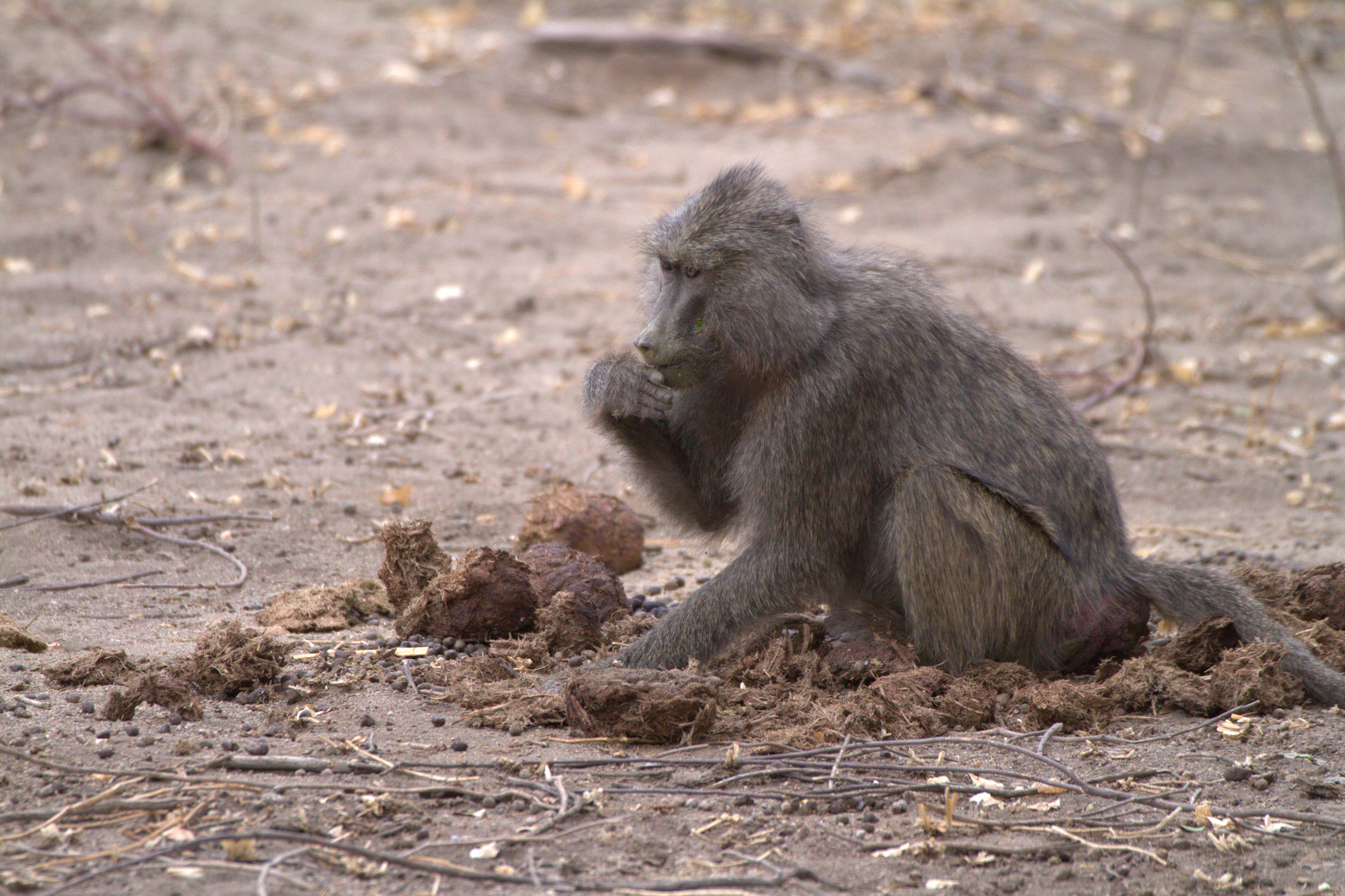
ヒヒの食糞
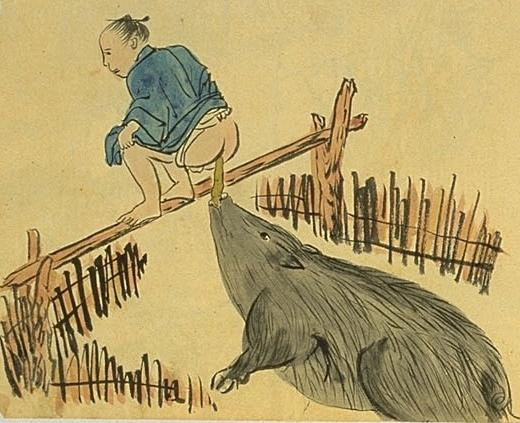
『南島雑話』に描かれた、幕末期の奄美大島における豚便所

## 人間の食糞
- ヒトの糞は大腸菌等の腸内細菌がその質量の大きな部分を占めているが、ヒトはこのようなものを食物として利用する生活に適応するような進化を遂げていないため、食糞行動は口腔粘膜や胃その他 などへの細菌感染など、健康上好ましくない結果を引き起こす可能性がある。また回虫等のヒトに害をもたらす寄生虫には宿主の糞に虫卵を産み付けるものがいるため、食糞行動はこれらの寄生虫に寄生されるリスクを高めることを意味する。
- 動物の糞にも雑菌や寄生虫等が存在するため、動物の糞を食することはヒトの糞を食することと同様にリスクが伴うが、ヒトを好適宿主としない雑菌や寄生虫を経口摂取した場合、内臓幼虫移行症等の疾病にかかる危険性も発生する。
- アルツハイマー病等の精神疾患における症状として、塗糞等とともに食糞行動が見られることがある（弄便も参照）。
- 性的倒錯の一種として糞尿愛好症（スカトロ）が存在し、興奮を高めるために食糞行為を行うことがある。

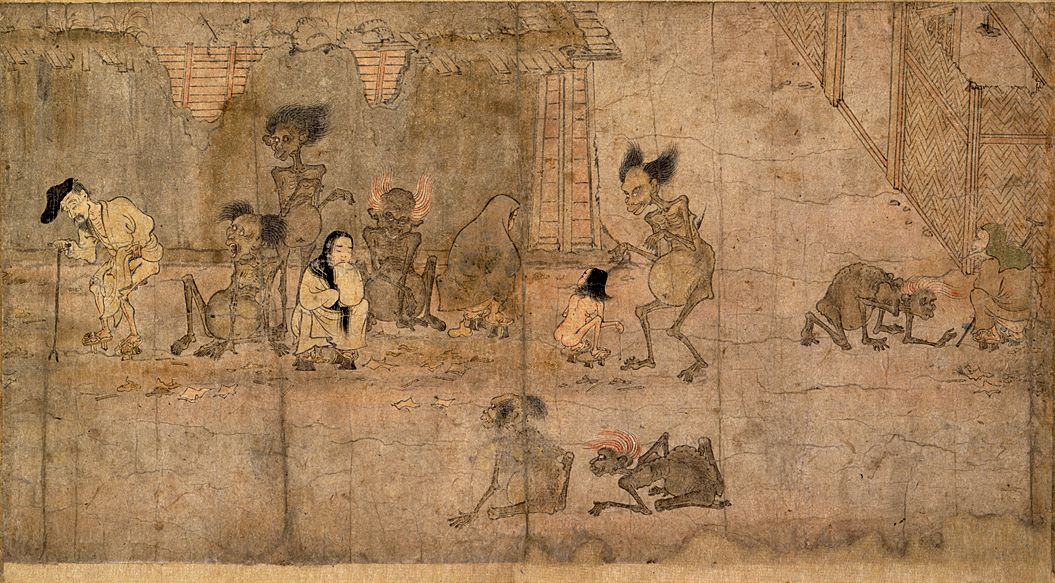
旧河本家本『紙本著色餓鬼草紙』第3段「食糞餓鬼図」／平安京域内（洛中）の小路で排便する人間達（庶民）と、人間の糞便を食いたくてたむろしている食糞餓鬼が描かれている。「餓鬼草紙」に詳説あり。

- いじめや嫌がらせ等の一種として、他人に人糞を食べることを強要する例がある。2005年には、韓国陸軍訓練所の教官が新兵192人に人糞を食べるよう強制した韓国陸軍訓練所食糞事件が起こっている[6]。2015年11月26日には、韓国で学生に2年間にわたって人糞や尿の飲み食いを強要していた元大学教授（52）に懲役12年の判決が言い渡された[7]。
- 中医薬や漢方薬には、人中黄（じんちゅうおう）など人糞を原料とする生薬がある（ヒトに由来する生薬#排泄物およびその関係品に由来する生薬も参照）。民間療法でも人糞を利用するものが見られるほか、古代中国や朝鮮半島（李氏朝鮮まで）では、健康状態を確認するために大便を舐める習慣（嘗糞）があったと言われる。
- 仏教では、布施を行わなかった者は餓鬼の一種である「食糞餓鬼（じきふんがき）」になると言われていた[8]。